# Sociedade Esportiva Palmeiras
SE Palmeiras er en brasiliansk fodboldklub som blandt andet har haft spillere som Émerson Leão, Marcos, Roberto Carlos, Cafu, Djalma Santos, Mazinho, César Sampaio, Flávio Conceição, Zinho, Leivinha, Rivaldo, Vavá, Luis Artime, Jorge Valdivia, Yerry Mina, Gabriel Jesus og Faustino Asprilla
| Fodbold | Spire Denne artikel om en fodboldklub er en spire som bør udbygges. Du er velkommen til at hjælpe Wikipedia ved at udvide den. |

23°31′40″S 46°40′42″V / 23.52768°S 46.67832°V